# 和歌山県立向陽中学校・高等学校
和歌山県立向陽中学校・高等学校（わかやまけんりつ こうようちゅうがっこう・こうとうがっこう）は、和歌山県和歌山市太田にある県立の併設型中高一貫校。スーパーサイエンスハイスクール (SSH)に指定されている。

## 概要
旧制和歌山県立海草中学校以来の歴史を有する伝統校である。2003年の学区制撤廃前までは、北学区内において首位を維持していた。学区制撤廃に伴い、本校の所在する和歌山市のみならず、有田市や海南市といった遠方からの通学者も多い。
2004年度からは、向陽高校に併設される形で、和歌山県内初の県立中学校が開校。文部科学省からスーパーサイエンスハイスクールに指定されるなど、理数系教育にも力を入れている。なお、併設中学校生徒は本校環境科学科に進学することになっている。本校独自の多くの取り組みが功を奏し、高校と同様、高い水準の入試倍率を維持している。また、文武両道を掲げており、クラブ活動でも、毎年一定の成果を上げてきた。
野球部においては、1939年（第25回）及び1940年（第26回）に夏の甲子園で史上4校目となる夏2連覇を成し遂げた。

## 校章
太陽に住むといわれる伝説上の八咫烏を図案化したものとされる。

## 校歌
現在の校歌は海草中の校歌と比べて現代風となっている。作詞は国語教諭、作曲は音楽教諭が行なった。

## 沿革
- 1915年4月 - 県立海草中学校開校
- 1936年3月 - 武道場が不審火により全焼。延焼は水泳プールにより免れる[2]。
- 1939年8月 - 第25回全国中等学校優勝野球大会優勝
- 1940年8月 - 第26回全国中等学校優勝野球大会優勝（2連覇）
- 1948年4月 - 県立向陽高等学校に改称
- 1992年4月 - 2学期制導入
- 1993年4月 - 環境科学科設置
- 1995年4月 - 70分授業開始
- 1996年4月 - 週例テスト開始
- 2002年4月 - 文化科学科設置
- 2004年4月 - 和歌山県立向陽中学校が開校（併設型中高一貫校に）
- 2005年2月 - 普通教室に空調設備導入
- 2006年4月 - スーパーサイエンスハイスクール (SSH) に指定
- 2011年4月 - 文化科学科の生徒募集を停止。
- 2013年3月31日 - 文化科学科を廃止。

## 設置学科
普通科、環境科学科の2学科ある。なお、環境科学科は平成19年度より外部募集が停止され、進学者は併設中学校からに限られる。

### 普通科
国公立大学への進学を目指しており、2年次で文系と理系に分けられ、3年次で理系はαとβに分けられ、それぞれの進路によってコースが分けられる。

### 環境科学科
理数系や英語教育に力を入れており、将来は国公立大学及び私立大学の自然科学系の学部・学科への進学を目指す。ディベート学習や校外研修にも取り組んでいる。

## 教育方針

### 校訓
- 質実剛健
- 文武両道
- 自彊不息

### 教育目標
- 豊かな知力
- たくましい気力
- 強い体力

### 教育面
教育面では、授業時間確保のために2学期制の導入や70分授業の実施を早くから行い、また全国で初めて環境科学科を設置した。
授業の主な取り組みをあげると「週例テスト」・「基礎補習」などがある。週例テストとは中学校は全学年、高校は1・2年生を対象に原則的に隔週水曜日のSHR時間帯を利用し行なわれる小テストのことである。補習は放課後に行われている。
また完全週休2日制の実施にあたっては長期休暇（春休み・夏休み・冬休み）を短縮することにより授業時間の確保に努めている。そのため、新年度の開始は県内の公立高校では最も早く、同様に入学式も通常より一足早く行われる。しかし終業式は県内で一番遅い。
環境科学科では宿泊研修を通して環境学習などを行なっている。
その他、様々な分野の第一線で活躍している多くの卒業生を毎年数回講師として招き「海草・向陽塾」という講演会・講義を開いている。卒業生によるチューター制度も導入し、土曜日に学習室を開放していた。
土曜日には50分4コマの土曜講座が行われていた。

## 学校行事
主な学校行事としては、4月中旬に和歌山県民文化会館大ホールで行われる新入生歓迎会（保護者等も観覧可）、クラスマッチ（前期と後期）・体育大会・文化祭などがある。クラスマッチは1日目と2日目の午後に行なわれるが、2日目に行なわれる決勝戦・3位決定戦に残れなかったクラスは授業をすることになる。なお毎年9月に行われる文化祭は一般に公開されており、毎年多くの来客がある。
体育大会と文化祭前後は非常にハードスケジュールとなる。
マラソン大会は、1・2年生を対象に毎年紀三井寺陸上競技場で行われる。男子は7km、女子は5kmを走る。
年に数回、県民文化会館で芸術鑑賞会が行なわれる。近年では大阪フィルハーモニー交響楽団や関西フィルハーモニー管弦楽団を招いてのオーケストラ・演劇鑑賞や狂言・落語といった伝統芸能鑑賞が行なわれている。

## 生徒会活動・部活動など
勉学に加え、クラブ活動も盛んである。全国大会に出場するものも多い。

### 生徒会本部
- 生徒総会

### 運動部
- 剣道部
- 柔道部
- 水泳部
- 卓球部
- 山岳部
- サッカー部
- テニス部
- ソフトテニス部
- 陸上競技部
- 硬式野球部
- 軟式野球部
- 少林寺拳法部
- バドミントン部
- バレーボール部
- バスケットボール部
- バトン部
- ハンドボール部
- フェンシング部

### 文化部
- JRC
- 映画部
- 演劇部
- 合唱部
- 吹奏楽部
- 写真部
- 花道部
- 珠算部
- 新聞部
- 茶道部
- 邦楽部
- 囲碁部
- 放送部
- 文芸部
- 図書部
- 物理部
- 地学部
- 美術部
- 書道部
- 家庭部
- 英語部
- 理学部

## 施設・設備

### 校舎
- 第1棟（3階建て） - 本館、職員室・校長室など
- 第2棟（3階建て） - 現在は中学校棟
- 第3棟（3階建て） - 向陽高校、中学校理科室もある
- 第4棟（2階建て） - 図書館や生徒ホールなど
- 進路棟（3階建て）

計5つの校舎があり、第1棟と第3棟は比較的古い校舎である。
1-3棟が平行に建っており、4棟と進路棟はそれらに直交する向きに建っている。渡り廊下は第2棟と進路棟の2階部分にかかるのみで、棟間の移動はいささか不便である。
エアコンがほぼすべての教室に設置されている。

### 体育館
体育館には新体（新体育館）と旧体（旧体育館）と呼ばれる2種類存在していた。全校集会などに使うのは新体であるが、中学生の集会や体育の授業では旧体もよく使われる。なお、旧体はかつて海草中の講堂であった建物である。青瓦屋根が特徴である。
2009年はじめに耐震工事として新旧両体育館が取り壊され、新たな体育館を建てる工事が完了した。
2014年現在、中学生集会では武道場が主に使われる。

### 海草・向陽記念館
1985年7月に同窓会より寄贈された記念館兼研修館。多目的に利用されている。1階には野球部の優勝旗が飾られている。

## 野球史
旧制中学時代以来、夏の甲子園で優勝2回、準優勝1回の成績を残しており、史上4校目となる夏2連覇を達成している。またベスト4・ベスト8もそれぞれ1度経験している。春の甲子園では優勝経験はないが、ベスト8を3回経験している。新制向陽高校となってからは夏の大会への出場はないが、春の大会には4回出場している。甲子園出場回数等は、和歌山県内でも上位に入る（詳細は全国高等学校野球選手権和歌山大会#和歌山代表の学校別データを参照）。
また、2005年夏（第87回）では、戦後60年の大会であったため、それを記念して入場行進の先導を野球部主将が努めた。
2009年の春季近畿地区高校野球大会県予選では48年ぶりの優勝を果たし、さらに同年秋季近畿大会に出場、2010年春（第82回）に21世紀枠での出場を果たし、島根県の開星高等学校を破り、1965年春（第37回）以来45年ぶりの勝利を果たした。
旧制中学時代は後にNPBで審判を務めた京阪電気鉄道OBの二出川延明が監督に就任していた時期もあった。

### 通算成績
- 選抜高等学校野球大会15回出場
- 全国高等学校野球選手権大会8回出場 優勝2回・準優勝1回
- 近畿大会10回出場

## 和歌山県立向陽中学校
和歌山県内初の併設型中高一貫校として2004年に開校した。
中学校は2棟に存在し、2棟には第一情報教室・第二情報教室・被服教室・中学校職員室・技術室・書道教室・中学校保健室・相談室・食物教室がある。
中学生は理科で1棟の物理教室・生物教室・化学教室、3棟の中学校理科室を利用する。
中学校理科室は中学校理科部の部室でもある。
なお、授業は1コマ70分だったが、コマ数確保のため、2022年度より1コマ50分・最大7コマとなった。これにより、終業時間も遅くなっている。

## 関係者

### 出身者

#### 政治・官界
- 宇治田省三 - 政治家、元和歌山市市長
- 根來泰周 - 元法務事務次官、元公正取引委員会委員長、元日本野球機構コミッショナー、NTT・電通・大日本印刷社外監査役
- 中村愼司 - 政治家、元紀の川市市長、元貴志川町町長
- 山本大地 - 政治家、衆議院議員、元和歌山市議会議員

#### 学者
- 橋爪静夫 - 武庫川女子大学教授、現日本バレーボール協会副会長、前なみはやドーム館長

#### 文化人・マスコミ
- 向井智哉 - 世界最高のけん玉選手，けん玉パフォーマー，けん玉伝道師，本職：和歌山県教職員
- 前田一郎 - 政治評論家、元NHK解説委員。
- 岡本玲 - モデル・タレント、向陽中学校出身
- 関知子 - 宮崎放送アナウンサー
- わんだーらんど - お笑いコンビ
- 黒岩正和-写真家
- 竹村博臣 - イラストレーター、現松下幸之助商学院マーケティング講師
- 堀本裕樹 - 俳人
- 和歌人 - お笑いコンビ
- 志磨遼平 - 中退 - ミュージシャン（毛皮のマリーズ、ドレスコーズ）
- 栗本ヒロコ -  ベーシスト（毛皮のマリーズ）

#### スポーツ
- 嶋清一 - 野球選手
- 真田重蔵 - 元プロ野球選手
- 藪上敏夫 - 元プロ野球選手
- 柴田猛 - 元プロ野球選手

#### その他
- 久米忠史 - 奨学金アドバイザー
- 清水敏 - 有限会社ミルファーム　代表取締役

### 教職員
- 三沢糾 - 旧制海草中学校長
- 杉浦清 - 元野球部コーチ

## 環境・アクセス
東隣には紀伊国一の宮である日前神宮・國懸神宮が鎮座しているため、広大な森が存在している。さらに学校の敷地も広いため校内にも多くの樹木があり、中には貴重な木々も存在する。市街地に立地している中学校・高校ではあるが環境は比較的良好である。
また正門を出ればすぐにバス停があり、徒歩1分の場所に日前宮駅があるため電車・バスのアクセスも良好である。なお和歌山市の玄関である和歌山駅から歩いていける距離でもある（駅から徒歩や自転車で通う生徒も多い）。

### 交通
- 和歌山電鐵貴志川線日前宮駅下車後北へ徒歩3分
- 西日本旅客鉄道（JR西日本）和歌山駅（阪和線・紀勢本線・和歌山線）東口から南東へ徒歩12分、自転車で5分
- 和歌山バス「向陽高校前」下車30秒（正門側） 南太田下車徒歩1分（裏門側）